# Duplication (papier)

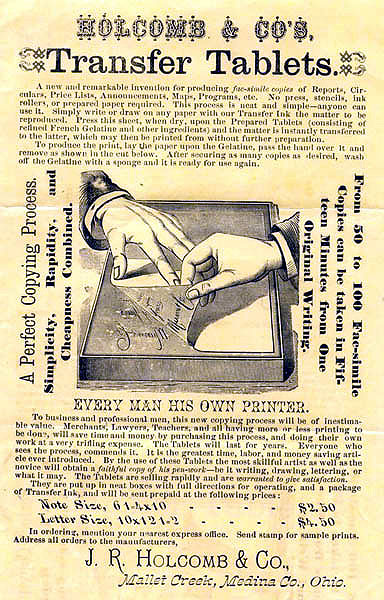
Publicité de 1876 pour un hectographe, procédé de duplication utilisant une pâte gélatineuse et une encre aniline.

La duplication ou la copie (mécanique) de documents papier désigne un ensemble de procédés techniques permettant la copie de textes et d'images à des échelles variables. Les formes les plus anciennes incluent la lithographie, les duplicateurs à alcool, etc. 

## Contexte social
Avec la deuxième révolution industrielle, entamée à la fin du XIXe siècle, de nouvelles formes de duplication firent leur apparition, souvent à l'aide de procédés mécaniques et chimiques. Ces techniques ont impliqué, pour les opérations de reproduction, un changement paradigmatique à l'endroit du gain de célérité, de la réduction du travail manuel ainsi que de l'extension du domaine des choses reproductibles avec les procédés photographiques. Une multitude d'inventions — sous-tendues par la mise en mémoire des signes sur des supports matériels et de leur reproductibilité ainsi que par le biais de moyens chimiques ou mécaniques (comme c'est le cas pour les caractères gravés de la machine à écrire) — ont permis l'émergence de nombreux dispositifs de reproduction des documents. 
L'avènement de ce type de technologie a conduit à des bouleversements sociaux et juridiques, dans l'organisation du travail, des affaires, de l'administration, etc., ainsi que dans le droit (avec la création, par exemple, de la Société pour l'administration du droit de reproduction mécanique). Ces procédés, tout comme l'invention de la machine à écrire, ont bouleversé le travail de bureau et ont conduit à l'organisation scientifique de celui-ci, de façon très similaire au taylorisme dans les usines.

## Différentes techniques

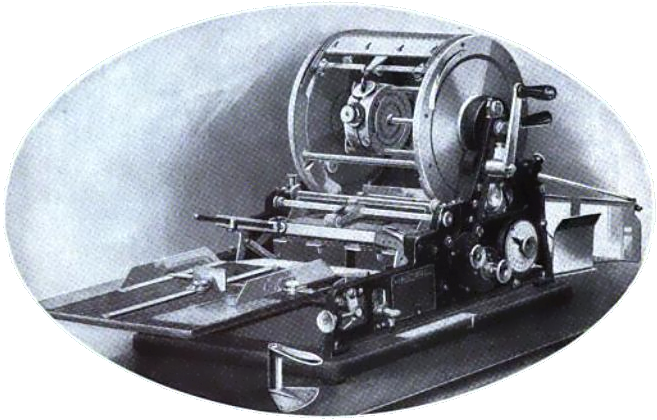
Illustration d'un miméographe dans Life, 1918.

Parmi les divers procédés de copie, on peut citer:
- par duplicateur à alcool (ronéotype) ou miméographe (invention de Thomas Edison)
- par hectographie (papier gélatine et encre aniline)
- par copie mouillage (le Soennecken (en) Zeis, inventé en 1893; la machine Zane, inventée en 1897)
- le stencil (par exemple le Cyclostyle, inventé en 1890 par David Gestetner)
- par papier carbone, procédé massivement utilisé en raison de son coût très faible
- le fac-similé
- la vitrographie (par exemple les marques comme la Vitre Magique, le Nardigraphe, etc.)

## La reproduction à l'âge numérique
Après l'invention de la photocopie, la reproduction numérique a fait son apparition.